# My Neighbor's Wife (película de 1925)
My Neighbor's Wife es una película muda de 1925 dirigida por Clarence Geldart y protagonizada por E. K. Lincoln and Helen Ferguson. La película fue estrenada el 21 de mayo de 1925 por State's Rights y Davis Distributing Division.

## Reparto
- E. K. Lincoln - Jack Newberry
- Helen Ferguson - Florence Keaton
- Edwards Davis - Mr. Keaton
- Herbert Rawlinson - Allen Allwright
- William Russell - Eric von Greed, un director de cine
- William Bailey - Asistente de Greed
- Chester Conklin - Camarero
- Tom Santschi - Inventor
- Mildred Harris - Inventora de la esposa
- Douglas Gerrard - Bertie
- Margaret Loomis - Kathlyn Jordan
- Ralph Faulkner - William Jordan
- Philippe De Lacy - William Jordan Jr.

## Estado de conservación
La película actualmente sobrevive en Cinematheque Quebecoise, Montreal.